# Kochia (Zeitschrift)
Kochia ist eine deutsche wissenschaftliche Zeitschrift für Botanik, die seit dem Jahr 2006 jährlich – in der Regel jeweils im vierten Quartal – erscheint. Herausgeberin ist die Gesellschaft zur Erforschung der Flora Deutschlands e. V. (GEFD), die sie an ihre Mitglieder sowie an Abonnenten verteilt.
Die Zeitschrift ist benannt nach dem Universitätsprofessor für Medizin und Botanik Wilhelm Daniel Joseph Koch (1771–1849), der die botanische Erforschung Deutschlands in der ersten Hälfte des 19. Jahrhunderts wesentlich vorantrieb und viele Fachkollegen inspirierte.
Kochia veröffentlicht Originalarbeiten, die sich im weiteren Sinne mit der botanisch-floristischen Erforschung Deutschlands befassen. Sie gehören überwiegend zu den Teilgebieten Floristik, Taxonomie, Nomenklatur, Chorologie, Cytologie, Autökologie und Geschichte der Botanik.
Jeder Band enthält Verzeichnisse der neuen Namen und Kombinationen sowie neuer Typisierungen. Die Inhalte der Kochia-Bände sind auf den Webseiten der Zeitschrift uneingeschränkt online zugängig.
Bisher erschienen zusätzlich zwei Kochia Beihefte (ISSN 1867-6626):
- 2008: Beiheft 1: Liste der Gefäßpflanzen Deutschlands.[1]
- 2021: Beiheft 2: Rubi hassici.[2]